# 寿山乡 (延寿县)
寿山乡是中国黑龙江省哈尔滨市延寿县下辖的一个乡。

## 行政区划
现辖：
寿山村、长志村、宝山村、双星村、三星村和双志村。